# Кепенек
Кепенек (алб. Kepenek) је насељено место у општини Тропоја у округу Кукеш, Албанија. Према попису из 1989. године било је 222 становника.
Кепенек су једно од насеља племена Битићи.